# Eulalie Jensen

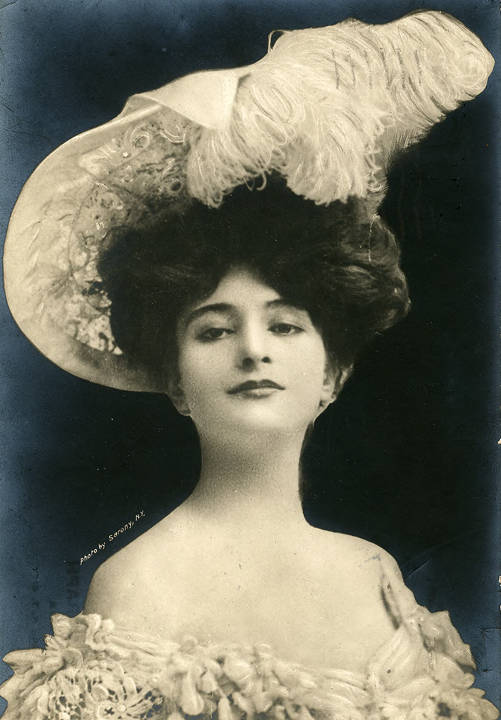
Retrat de l'actriu del 1906

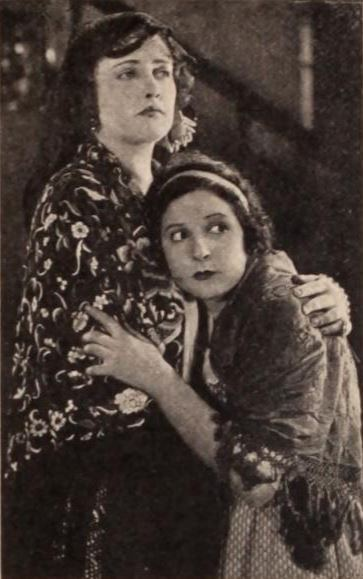
Eulalie Jensen i Norma Talmadge en un fotograma de The Passion Flower (1921)

Eulalie Jensen (Saint Louis (Missouri), 24 de desembre de 1884– Los Angeles (Califòrnia), 7 d’octubre de 1952, va ser una actriu de teatre i de cinema mut. Entre els papers més coneguts hi ha els interpretats a “The Passion Flower” (1921) i “The Hunchback of Notre Dame” (1923).

## Biografia
Nascuda el 1884, va estudiar a la Loretta Academy de Saint Louis i després a Oxford (Ohio). Inicià la seva carrera teatral com a part del repartiment de l’obra de Cyrano en la gira de Sara Bernhardt pels Estats Units i després formà part de diverses companyies de Missouri i a Chicago fent teatre, teatre musical i òpera còmica i més tard voltant per tot el país. Apart de l’activitat teatral, el 1904, havia estat escollida com a model per al disseny decoratiu de l'Exposició Universal de St. Louis. Entre les obres en que va actuar es pot esmentar les comèdies musicals “Peggy from Paris” (1906), “The Time, the Place, and the Girl” (1907), “Wizard of Oz” i “Prince of Pilsen”. Va actuar amb Maude Adams a “L’Aiglon”, amb Otis Skinner a Broadway amb “Kismet” (1911), amb Guy Bates Post a “Omar the tent maker” (1914) i també a “Trellwynn of the wells”.
Inicià la seva carrera cinematogràfica el 1914 de la mà de la Edison i aquell mateix any passà a la Vitagraph interpretant rols de dona alliberada com a “C.O.D. ” (1914) o “The Wheels of Justice” (1915) per després passar a interpretar quasi exclusivament papers de mare o vídua. El 1920 passà a la J. Stuart Blackton Feature Pictures fent papers secundaris i posteriorment per moltes companyies diferents. Amb l’arribada del sonor quedà ràpidament relegada i abandonà la interpretació cinematogràfica el 1935.

## Filmografia
- St. Elmo (1914)
- Eve's Daughter (1914)
- Maria's Sacrifice (1914)
- The Moonstone of Fez]' (1914)
- My Official Wife (1914)
- The Song of the Ghetto (1914)
- Romantic Josie (1914)
- The Locked Door (1914)
- Too Much Burglar (1914)
- C.O.D. (1914)
- Out of the Past (1914)
- A Mix-Up in Dress Suitcases (1915)
- The Wheels of Justice (1915)
- The Juggernaut (1915)
- The Jarr Family Discovers Harlem (1915)
- The Vanishing Vault (1915)
- The Goddess (1915)
- Mrs. Jarr's Auction Bridge (1915)
- Mrs. Jarr and the Beauty Treatment (1915)
- Mr. Jarr and the Ladies' Cup (1915)
- Mr. Jarr and Love's Young Dream (1915)
- Mr. Jarr and the Captive Maiden (1915)
- Mr. Jarr and the Visiting Firemen (1915)
- Mrs. Jarr and the Society Circus (1915)
- One Performance Only (1915)
- West Wind (1915)
- Levy's Seven Daughters (1915)
- The Making Over of Geoffrey Manning (1915)
- Britton of the Seventh (1916)
- From Out of the Past (1916)
- For a Woman's Fair Name (1916)
- Mr. Jack Ducks the Alimony (1916)
- Salvation Joan (1916)
- The Tarantula (1916)
- The Kid (1916)
- Sally in a Hurry (1917)
- Clover's Rebellion (1917)
- Mary Jane's Pa (1917)
- I Will Repay (1917)
- Bobby Takes a Wife (1917)
- The Blind Adventure (1918)
- The Desired Woman (1918)
- Little Miss No-Account (1918)
- The Triumph of the Weak (1918)
- Tangled Lives (1918)
- Wild Primrose (1918)
- The Captain's Captain (1919)
- The Girl Problem (1919)
- Beating the Odds (1919)
- Thin Ice (1919)
- The Spark Divine (1919)
- A Temperamental Wife (1919)
- Human Desire (1919)
- The Cinema Murder (1919)
- Respectable by Proxy (1920)
- Man and His Woman (1920)
- The House of the Tolling Bell (1920)
- The Whisper Market (1920)
- In the Shadow of the Dome
- The Passion Flower (1921)
- The Crimson Cross (1921)
- The Iron Trail (1921)
- Any Wife (1922)
- When Husbands Deceive (1922)
- Rags to Riches (1922)
- Deserted at the Altar (1922)
- The Haunted Valley (1923)
- The Woman with Four Faces (1923)
- The Hunchback of Notre Dame (1923)
- Slave of Desire (1923)
- The Yankee Consul (1924)
- Being Respectable]' (1924)
- Wine of Youth (1924)
- Charley's Aunt (1925)
- The Thundering Herd (1925)
- The Scarlet Honeymoon (1925)
- The Happy Warrior (1925)
- Ranger of the Big Pines
- With This Ring (1925)
- The Circle (1925)
- Havoc (1925)
- Flower of Night (1925)
- The Sap (1926)
- Bachelor Brides (1926)
- Volcano (1926)
- Fig Leaves (1926)
- Laddie (1926)
- Forever After (1926)
- Fighting Love (1927)
- A Kiss in a Taxi (1927)
- The Heart Thief (1927)
- Uncle Tom's Cabin (1927)
- Baby Brother (1927)
- Mother Machree (1928)
- God of Mankind (1928)
- Freckles (1928)
- The Little Shepherd of Kingdom Come (1928)
- Strong Boy (1929)
- She Goes to War (1929)
- The Eyes of the World (1930)
- Never the Twain Shall Meet (1931)
- Up Pops the Devil (1931)
- Smart Money (1931)
- Confessions of a Co-Ed (1931)
- Arrowsmith (1931)
- Union Depot (1932)
- So Big! (1932)
- Miss Pinkerton (1932)
- Two Against the World (1932)
- Hat Check Girl (1932)
- Men in White (1934)
- A Lost Lady (1934)
- Society Doctor (1935)